# باترسون
باترسون (بالإنجليزية: Paterson)‏ هي مدينة في ومقر مقاطعة باسيك، نيو جيرسي في الولايات المتحدة. [11] وحسب تعداد الولايات المتحدة 2010، فقد بلغ عدد سكانها 146,199 نسمة، [5] مما يجعلها ثالث أكبر مدن ولاية نيو جيرسي وإحدى أكبر مدن في منطقة مدينة نيويورك العمرانية، على الرغم من انخفاض السكان بمقدار 3,023 (2.0٪) من سكانها من 149,222 في تعداد 2000. تعرف باترسون بأنها «مدينة الحرير» لدورها المهيمن في إنتاج الحرير خلال النصف الأخير من في القرن التاسع عشر.

## التركيبة السكانية
حدّد مكتب تعداد الولايات المتحدة بيانات التركيبة السكانية لباترسون في تعداد الولايات المتحدة. في ما يلي، التركيبة السكانية حسب تعدادي 2000 و2010.

### تعداد عام 2000
بلغ عدد سكان باترسون 149,222 نسمة بحسب تعداد عام 2000، وبلغ عدد الأسر 44,710 أسرة وعدد العائلات 33,351 عائلة مقيمة في المدينة. في حين سجلت الكثافة السكانية 6,617.4 نسمة لكل كيلومتر مربع (17,139.0/ميل2). وبلغ عدد الوحدات السكنية 47,169 وحدة بمتوسط كثافة قدره 2,091.8 لكل كيلومتر مربع (5,417.7/ميل2).
وتوزع التركيب العرقي للمدينة بنسبة 30.77% من البيض و32.90% من الأمريكيين الأفارقة و0.60% من الأمريكيين الأصليين و1.90% من الأمريكيين ذوي الأصول الآسيوية و0.06% من سكان جزر المحيط الهادئ و27.60% من الأعراق الأخرى و6.17% من عرقين مختلطين أو أكثر و50.11% من الهسبانيون أو اللاتينيون من أي عرق.
بلغ عدد الأسر 44,710 أسرة كانت نسبة 49.2% منها لديها أطفال تحت سن الثامنة عشر تعيش معهم، وبلغت نسبة الأزواج القاطنين مع بعضهم البعض 39.4% من أصل المجموع الكلي للأسر، ونسبة 26.8% من الأسر كان لديها معيلات من الإناث دون وجود شريك، بينما كانت نسبة 8.3% من الأسر لديها معيلون من الذكور دون وجود شريكة وكانت نسبة 25.4% من غير العائلات. تألفت نسبة 20.4% من أصل جميع الأسر من عدة أفراد يعيشون في نفس المنزل ونسبة 7.9% كانت تتألف من شخص يعيش بمفرده يبلغ من العمر 65 عاماً أو أكثر. وبلغ متوسط حجم الأسرة المعيشية 3.25، أما متوسط حجم العائلات فبلغ 3.71.
بلغ العمر الوسطي للسكان 30.5 عاماً. وكانت نسبة 29.6% من القاطنين تحت سن الثامنة عشر، وكانت نسبة 10.7% بين الثامنة عشر والرابعة والعشرين عاماً، ونسبة 30.6% كانت واقعةً في الفئة العمرية ما بين الخامسة والعشرين والرابعة والأربعين عاماً، ونسبة 18.3% كانت ما بين الخامسة والأربعين والرابعة والستين، ونسبة 8.1% كانت ضمن فئة الخامسة والستين عاماً فما فوق. يوجد لكل 100 أنثى 91.4 ذكر، ويوجد لكل 100 أنثى في الثامنة عشر من عمرها فما فوق 87.0 ذكر.
بلغ متوسط دخل الأسرة في المدينة 32,778 دولارًا، أما متوسط دخل العائلة فبلغ 35,420 دولارًا. وكان متوسط دخل الذكور 27,911 دولارًا مقابل 22,733 دولارًا للإناث. وسجل دخل الفرد الخاص بالمدينة 13,257 دولارًا. وكانت نسبة 19.2% من العائلات ونسبة 22.2% من السكان تحت خط الفقر، وكان من هؤلاء نسبة 29.3% تحت سن الثامنة عشر ونسبة 19.1% في الخامسة والستين من العمر وما فوق.

### تعداد عام 2010
بلغ عدد سكان باترسون 146,199 نسمة بحسب تعداد عام 2010، وبلغ عدد الأسر 44,329 أسرة وعدد العائلات 32,731 عائلة مقيمة في المدينة. في حين سجلت الكثافة السكانية 6,483.3 نسمة لكل كيلومتر مربع (16,791.7/ميل2). وبلغ عدد الوحدات السكنية 47,946 وحدة بمتوسط كثافة قدره 2,126.2 لكل كيلومتر مربع (5,506.8/ميل2).
وتوزع التركيب العرقي للمدينة بنسبة 34.68% من البيض و31.68% من الأمريكيين الأفارقة و1.06% من الأمريكيين الأصليين و3.34% من الأمريكيين ذوي الأصول الآسيوية و0.04% من سكان جزر المحيط الهادئ و23.94% من الأعراق الأخرى و5.26% من عرقين مختلطين أو أكثر و57.63% من الهسبانيون أو اللاتينيون من أي عرق.
بلغ عدد الأسر 44,329 أسرة كانت نسبة 47.1% منها لديها أطفال تحت سن الثامنة عشر تعيش معهم، وبلغت نسبة الأزواج القاطنين مع بعضهم البعض 35.4% من أصل المجموع الكلي للأسر، ونسبة 29.5% من الأسر كان لديها معيلات من الإناث دون وجود شريك، بينما كانت نسبة 8.9% من الأسر لديها معيلون من الذكور دون وجود شريكة وكانت نسبة 26.2% من غير العائلات. تألفت نسبة 21% من أصل جميع الأسر من عدة أفراد يعيشون في نفس المنزل ونسبة 7.6% كانت تتألف من شخص يعيش بمفرده يبلغ من العمر 65 عاماً أو أكثر. وبلغ متوسط حجم الأسرة المعيشية 3.24، أما متوسط حجم العائلات فبلغ 3.71.
بلغ العمر الوسطي للسكان 32.1 عاماً. وكانت نسبة 27.9% من القاطنين تحت سن الثامنة عشر، وكانت نسبة 11.4% بين الثامنة عشر والرابعة والعشرين عاماً، ونسبة 29% كانت واقعةً في الفئة العمرية ما بين الخامسة والعشرين والرابعة والأربعين عاماً، ونسبة 22.9% كانت ما بين الخامسة والأربعين والرابعة والستين، ونسبة 8.9% كانت ضمن فئة الخامسة والستين عاماً فما فوق. وتوزع التركيب الجنسي للسكان بنسبة 48.3% ذكور و51.7% إناث.

## توأمة
لباترسون اتفاقيات توأمة مع:
- إسكي شهر

## أعلام
- ماثيو ماغيري
- ديك كوغان
- تشارلي أدلر
- لو كوستيلو
- ويليام سمنر
- فيتي واب
- ويليام إل. ديل
- تشارلز باورز
- أدولف ليسيج
- فريدريك راينس